# Schönstatt-Institut Diözesanpriester

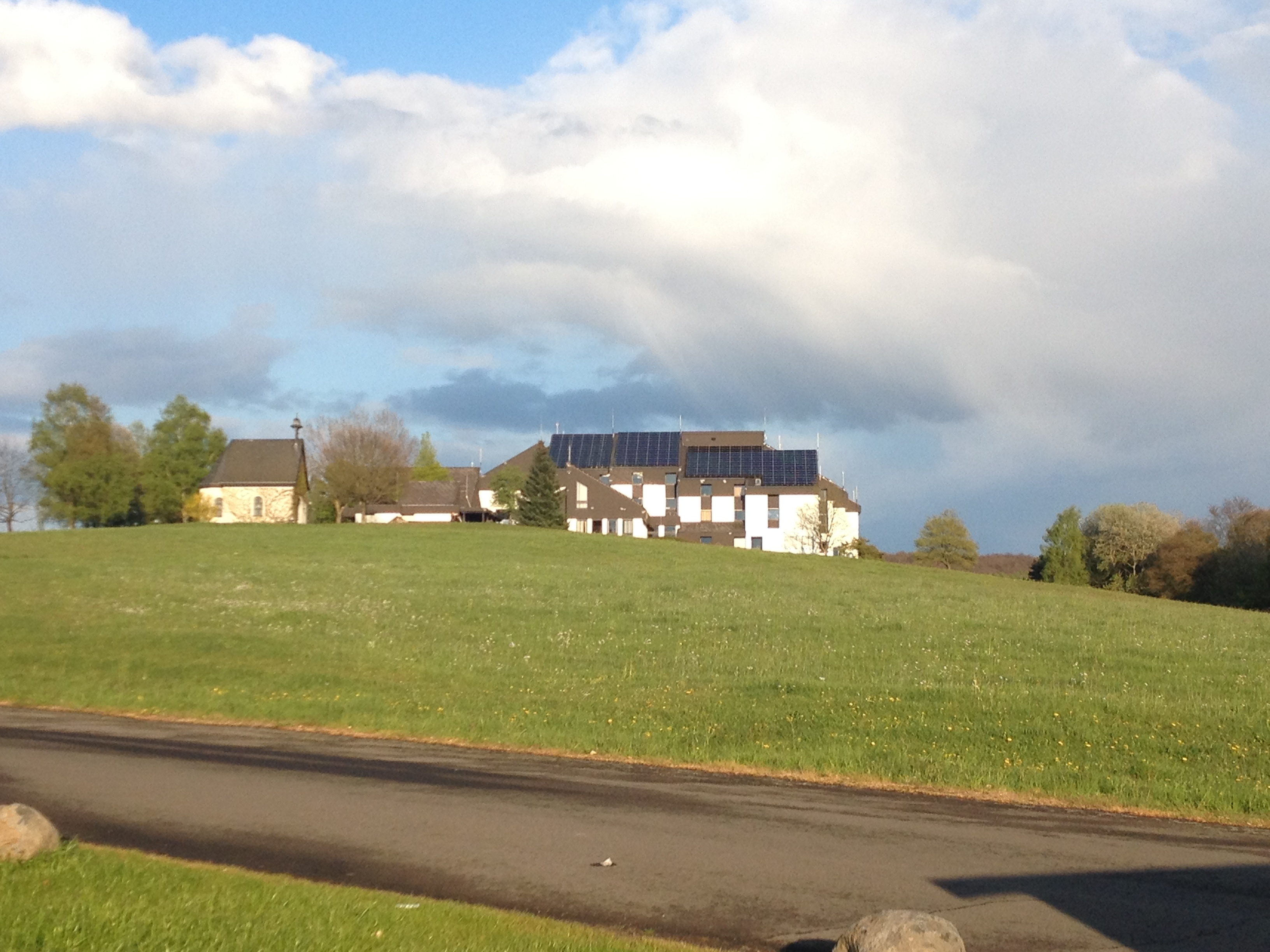
Gäste- und Tagungshaus Berg Moriah, 56337 Simmern WW. – Sitz der Leitung des Schönstatt-Institut Diözesanpriester

Das Schönstatt-Institut Diözesanpriester (auch Priesterverband) ist als Gliederung der Schönstattbewegung ein Säkularinstitut der katholischen Kirche für Priester. Der internationalen Gemeinschaft gehören über 200 Priester aus 21 Ländern an.
Die Mitglieder sind alle in einer Diözese inkardiniert und stehen uneingeschränkt für ihren Dienst in der Diözese zur Verfügung. Im Gegensatz dazu gehören die Schönstatt-Patres keiner Diözese an, sondern sind im Säkularinstitut inkardiniert.
Weitere Priestergemeinschaften innerhalb der Schönstattfamilie sind der Schönstatt-Priesterbund und die Schönstatt-Priesterliga mit jeweils weniger weitreichenden Bindungen der Mitglieder untereinander und an die Gemeinschaft.
Gemeinsam mit diesen tragen die Diözesanpriester auch eine Mitverantwortung in der priesterlichen Seelsorge für die anderen Gliederungen der Schönstattbewegung.

## Geschichte
Pater Josef Kentenich, der Gründer der Schönstattbewegung, initiierte die Gemeinschaft der Diözesanpriester am 18. Oktober 1945, wenige Monate nach seiner Rückkehr aus dem Konzentrationslager.
Eine junge Priestergeneration setzte 1964 einen Neubeginn und erarbeitete die endgültigen Satzungen.
Kirchenrechtliche Anerkennung erlangte die Gemeinschaft 1989 durch die Errichtung als Säkularinstitut diözesanen Rechts im Bistum Trier. Durch die überdiözesane und internationale Verbreitung der Gemeinschaft wurde es am 18. Oktober 1995 nach päpstlichem Recht errichtet.

## Gemeinschaft
Die internationale Gemeinschaft wird von einem Generalrektor und vier Generalräten geführt, die zusammen die Generalleitung bilden. Generalrektor ist Christian Löhr (Stand: 20. Januar 2017).
Die Gemeinschaft ist in sechs Regionen aufgeteilt, drei davon liegen in Europa und eine in Mittelamerika, eine in Südamerika und eine in Afrika.
Jede Region wird von einem Regiorektor geleitet, dem mehrere Regioräte zur Seite stehen. Innerhalb einer Region ist die Gemeinschaft in Gruppen aufgeteilt, die jeweils von einem Gruppenrektor geleitet werden.

## Bekannte Mitglieder
- Ramón Benito Angeles Fernandez (* 1949), Weihbischof in Santo Domingo in der Dominikanischen Republik
- Michael Gerber (* 1970), Bischof von Fulda in Deutschland
- Reinhold Nann (* 1960), Prälat von Caravelí in Peru
- Andrés Napoleón Romero Cárdenas (* 1967), Bischof von Barahona in der Dominikanischen Republik
- Ignazio Sanna (* 1942), Erzbischof von Oristano in Italien
- Heinrich Tenhumberg (1915–1979), Bischof von Münster, Konzilsvater
- Robert Zollitsch (* 1938), Erzbischof em. von Freiburg, Vorsitzender der Deutschen Bischofskonferenz[2]